# 1994年澳門雞頸碎屍案
1994年澳門雞頸碎屍案發生於1994年10月6日，當時20歲澳門大學女學生何潞姬被擄走及殺害後棄屍於氹仔雞頸草叢。

## 受害者
20歲的何潞姬生前於聖羅撒女子中學英文部畢業，遇害時為澳門大學二年級學生，其父親為一名建築商並有份興建氹仔某大型屋邨，何某的父親早年結識一上海籍女子後與髮妻感情破裂，並與該上海女子同住及誕下子女，及後在1993年去世。何某與母親同住於主教山西坑街明珠台，另有一位兄長在外國讀書，雖然她家境富裕但有替別人補習。何某生前正在拍拖，而其男友為一名司警。

## 案發經過
何潞姬在10月6日凌晨外出遛狗時被人擄走，有街坊指當時曾有4輛電單車及一輛客貨車在案發現場徘徊，並聽到女子呼救聲，而何某的狗隻事後留在街上。
何潞姬曾被帶到黑沙環海濱花園一個單位禁錮繼而殺害。起初兇徒想將她碎成多塊，但兇徒後來放棄，僅斬去其雙臂後將其屍體棄置於雞頸山邊。
10月7日早上，有地圖繪製人員在大潭山雞頸工作期間發現草叢上有一具沒有雙臂的全裸屍體，屍體腹部、肩部、頸部及腿部都有刀傷，繼而揭發此命案，當時何某已死去六至八小時。

## 作案原因及事後
澳門司警在10月10日拘捕三名男子，其中一人為何潞姬的表弟，當年16歲，兩人關係甚好，經常一起喝茶、玩耍，案發當日何潞姬曾認出其表弟有份作案，曾向他直斥其非並揚言報案，但最後仍被殺害。同時澳門司警通緝25歲革職消防員羅某以及另外兩名男子。
根據澳門司警的調查，相信是何父生前結識的上海女子與髮妻因為何父的遺產問題發生爭執，有人為爭取繼承何父遺產，不惜擄人勒贖。涉案兇徒多流連於遊戲機中心並相識於此，他們企圖乘何家的遺產爭執綁架何某並向何某母親索取200萬贖金，何某的母親曾在事發前收到勒索電話。
何潞姬在10月15日出殯並在珠海火化，而她的雙臂在10月18日於青洲被拾回，當時已經枯乾及開始發黑，並有多處刀痕。
當年為亞洲電視節目今日睇真D主持的藝人歐錦棠憶述當年曾赴澳門訪問期間，與死者母親談論此事，當時正值澳門舉行國際煙花匯演，煙花在訪問死者家人期間燃放在死者住所窗前，他表示為尊重死者家人，他要求導演不要開機，待死者母親同意受訪後才開機錄影，而當時其中一位兇徒就坐在飯廳裡，但因為他們「年紀太小」而沒有被理會，歐錦棠對自己採訪期間竟與其中一名兇徒同坐感到震驚，事後又以節目名義訂花圈，並專程請假半天前往澳門赴靈堂向死者致意。